# Osmocen
Osmocen, oder auch Di(cyclopentadienyl)osmium, [Os(C5H5)2], abgekürzt [OsCp2], ist eine metallorganische Verbindung  aus der Familie der Metallocene. Es ist isoelektronisch zu Ferrocen und Ruthenocen und bildet wie diese ebenfalls einen Sandwichkomplex. Im Gegensatz zu Ferrocen und Ruthenocen, welche gut untersuchte Verbindungen sind, ist über Osmocen, aufgrund des Preises, der geringen Verfügbarkeit und der Toxizität von Osmium,  weit weniger bekannt.

## Herstellung
Osmocen wurde zuerst durch Ernst Otto Fischer und Heinrich Grumbert synthetisiert. Es kann u. a. durch die Reaktion von Osmiumtetroxid mit Bromwasserstoff und anschließender Umsetzung mit Zink und Cyclopentadien hergestellt werden.
{\displaystyle {\ce {OsO4->[{\text{1. HBr}}][{\text{2. Zn/C}}_{5}{\text{H}}_{6}][Os(C_{5}H_{5})_{2}]}}}

## Eigenschaften
Osmocen ist ein weißer Feststoff, der kommerziell verfügbar ist. Wie die isoelektronischen Verbindungen Ferrocen und Ruthenocen aus der gleichen Gruppe, bildet Osmocen eine ekliptische Struktur mit einer Os–C-Bindungslänge von 222 pm. Der Abstand zwischen den Ringen beträgt 371 pm. Osmocen ist im Vergleich zu Ferrocen und Ruthenocen weniger reaktiv gegenüber elektrophiler aromatischer Substitution, zeigt aber die größte Tendenz zur Bildung von Addukten mit Lewis-Säuren. Das Osmoceniumkation [OsCp2]+ dimerisiert unter Bildung einer Os-Os-Bindung mit einem Os-Os-Abstand von 304 pm. Dagegen ist das Osmoceniumkation des Pentamethylcyclopentadienylliganden [OsCp*2]+ als Monomer beständig.

## Verwendung
2009 berichteten Horst Kunkely und Arnd Vogler über die Möglichkeit der photolytischen Wasserspaltung mit Hilfe von Osmocen als Katalysator.